# Albert Recasens Barberá
Albert Recasens Barberá (Cambrils, Baix Camp, 1967) és un musicòleg, gestor i director musical català.

## Formació i trajectòria
Albert Recasens, fill del prestigiós director de cor i orquestra, organista, compositor i pedagog català Àngel Recasens Galbas, va rebre formació musical, des de molt jove, rebent classes del seu pare al Conservatori de Vila-seca i Salou. Posteriorment, va perfeccionar els seus coneixements a Barcelona, Bruges i Gant estudiant piano, direcció, cant coral, història de la música i composició. Paral·lelament, continuà els seus estudis a la Universitat Catòlica de Lovaina, on es va doctorar en Musicologia, amb una tesi doctoral que va versar sobre la tonada escènica madrilenya del segle xviii. Recasens compatibilitza les seves tasques artístiques i de gestió musical amb un vessant com a conferenciat i com a docent, exercint com a professor del Màster de Gestió Cultural a la Universitat Carles III de Madrid, i també com a professor del Màster Interuniversitari de Música Hispana de la Universitat de Valladolid. Anteriorment, també ha exercit de professor a la Universitat de València i a la Universitat Autònoma de Madrid.

## "La Grande Chapelle" i "Lauda"
Conjuntament amb el seu pare, el 2005, va endegar un projecte que havia de tenir un gran futur, amb la creació de "La Gran Chapelle", una formació vocal i instrumental que interpreta les obres de la música sacra i popular espanyola dels segles XVI, XVII i xviii. A la mort del seu pare, el 2007, es va responsabilitzar totalment del projecte, ocupant-se a més de la recuperació del patrimoni musical. Això ho ha aconseguit compatibilitzant les tasques de gestor, director artístic i investigador musical. El grup, que està format per dues sopranos, un tenor, un contratenor i un baix, té un nom francès perquè vol ser un grup de vocació internacional, convidant sovint a cantants de prestigi d'arreu d'Europa per fer una determinada programació. Al costat del projecte de "La Grande Chapelle", Albert Recasens s'ocupa també de la direcció de "Lauda", una companyia de discos pròpia, que en set anys ha publicat 13 títols de gran qualitat, distribuïts en 45 països, a través d'Europa, els Estats Units, la Xina i Austràlia, entre d'altres.

## Recuperant el patrimoni musical
La seva tasca de recuperació del patrimoni musical a través de gravacions mundials ha abastat a músics tan destacats com Alonso Lobo, Joan Pau Pujol, Carlos Patiño, Cristóbal Galán, José de Nebra, Antonio Rodríguez de Hita, Francisco García Fajer, Tomás Luis de Victoria, José Lidón Blázquez i molts altres. També s'ha ocupat de la recerca de títols dels inicis relacionats amb la sarsuela. Un altre encàrrec de França versa sobre una obra de Juan Hidalgo de Polanco. Un altre treball que ha portat a terme ha estat la recuperació de l'obra de Pedro de Ruimonte, mestre de capella i de cambra dels arxiducs d'Àustria, que Recasens ha portat als escenaris el 2017. En la seva tasca de recerca i investigació musicològica Recasens ha rebut ajuda econòmica de diversos organismes com el Consell Superior d'Investigacions Científiques (CSIC), de la Comunitat de Madrid i del Centre d'Estudis Europa Hispànica, a més de la Fundació BBVA.
Recasens es considera a ell mateix "un científic de la música i al mateix temps un artista", i creu que aquestes dues facetes, que sovint entren en contradicció, han de permetre "arribar al públic respectant en tot moment el rigor científic i històric".